# Безкороваєв Георгій Гаврилович
Георгій Гаврилович Безкороваєв (26 листопада 1870 — ?) — російський та український військовий діяч, полковник (1915). Герой Першої світової війни.

## Життєпис
У 1889 після закінчення гімназії вступив на службу. У 1890 році після закінчення Олексіївського військового училища надане звання підпоручники і випущено у 3-ю батарею Берестя-Литовської фортечної артилерії. У 1894 році надане звання поручника, у 1898 штабскапітана, у 1902 капітана, у 1908 підполковника.
Із 1897 старший ад'ютант управління начальника артилерії 15-го армійського корпусу. Із 1904 помічник столоначальника, із 1908 столоначальник Головного артилерійського управління. Із 1910 командир батареї 8-го мортирного артилерійського дивізіону. Із 1912 командир 5-ї батареї 15-ї артилерійської бригади.
Із 1914 року учасник Першої світової війни на чолі своєї батареї. У 1915 році був надане звання полковника, із 1916 призначений командиром 1-го дивізіону 103-ї артилерійської бригади і командиром 2-го дивізіону 102-ї артилерійської бригади. Найвищим наказом від 10 листопада 1915 року за хоробрість нагороджений Георгіївською зброєю:
Після Жовтневого перевороту 1917 року у складі Гетьманської армії. Командир 17-го легкого артилерійського полку з 7 вересня 1918, згодом помічник командира 5-ї легкої артилерійської бригади з 30 вересня 1918.

## Нагороди
- Орден Святого Станіслава 3-го ступеня з мечами та бантом (ВП 12.06.1916)
- Орден Святої Анни 3-го ступеня з мечами та бантом (1905; ВП 23.12.1915)
- Орден Святого Станіслава 2-го ступеня з мечами (1908; ВП 19.02.1915)
- Орден Святої Анни 2-го ступеня з мечами та бантом (1914; ВП 19.02.1915)
- Орден Святого Володимира 4-го ступеня з мечами та бантом (ВП 19.02.1915)
- Георгіївська зброя (ВП 10.11.1915)
- Орден Святого Володимира 3-го ступеня з мечами (ВП 04.09.1916)